# Aeonium lowei
Aeonium lowei är en fetbladsväxtart som beskrevs av Paul V. Heath. Aeonium lowei ingår i släktet Aeonium och familjen fetbladsväxter. Inga underarter finns listade i Catalogue of Life.